# 1920年アントワープオリンピックのスウェーデン選手団
1920年アントワープオリンピックのスウェーデン選手団（1920ねんアントワープオリンピックのスウェーデンせんしゅだん）は、1920年8月14日から9月12日にかけてベルギーのアントウェルペン州アントワープで開催された1920年アントワープオリンピックのスウェーデン選手団、およびその競技結果。

## 概要
今大会は金メダル41個、銀メダル27個、銅メダル27個の合計95個のメダルを獲得した。

## メダル
| メダル | 選手名                                                                              | 競技               | 種目                     |
| ------ | ----------------------------------------------------------------------------------- | ------------------ | ------------------------ |
| 金     | ヴィリアム・ペテション                                                              | 陸上               | 男子走幅跳               |
| 金     | ギリス・グラフストローム                                                            | フィギュアスケート | 男子シングル             |
| 金     | マグダ・ユーリン                                                                    | フィギュアスケート | 女子シングル             |
| 銀     | フォルケ・ヤンソン                                                                  | 陸上               | 男子三段跳               |
| 銀     | カール・ヨハン・リンド                                                              | 陸上               | 男子ハンマー投           |
| 銀     | エリック・ベックマン                                                                | 陸上               | 男子クロスカントリー個人 |
| 銀     | スベア・ノーレン                                                                    | フィギュアスケート | 女子シングル             |
| 銅     | ニルス・エングダール                                                                | 陸上               | 男子400m                 |
| 銅     | エリック・ベックマン                                                                | 陸上               | 男子5000m                |
| 銅     | アンネ・ホルストレム ヴィリアム・ペテション スヴェン・マルム ニルス・サンドストレム | 陸上               | 男子4×100mリレー         |
| 銅     | エリック・ベックマン スヴェン・ラングレン エドヴィン・ヴィーデ                      | 陸上               | 男子3000m団体            |
| 銅     | エリック・アブラハムソン                                                            | 陸上               | 男子走幅跳               |
| 銅     | エリック・アルムレーブ                                                              | 陸上               | 男子三段跳               |
| 銅     | カール・ヨハン・リンド                                                              | 陸上               | 男子重錘投               |
| 銅     | ベッティル・オールソン                                                              | 陸上               | 男子十種競技             |
| 銅     | ボー・エケルンド                                                                    | 陸上               | 男子走高跳               |
| 銅     | エリック・ベックマン グスタフ・マットソン ヒルディング・エクマン                    | 陸上               | 男子クロスカントリー団体 |